# Potestades

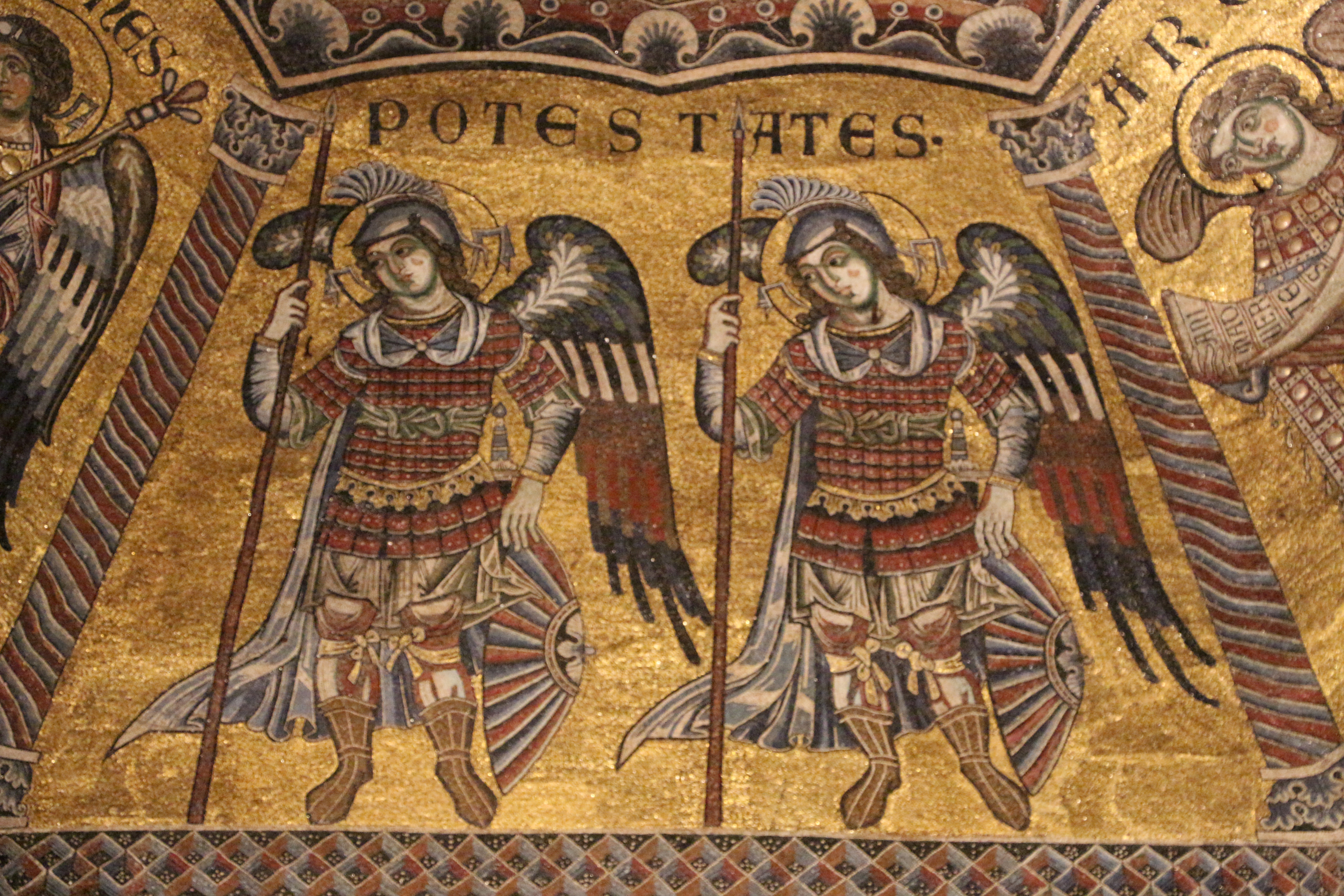
Ícone dos Anjos Potestades

As Potestades ou Potências segundo os teólogos: Santo Tomás de Aquino e  Pseudo-Dionísio Areopagita são um dos noves tipos de anjos, eles são os anjos que mantém a ordem do universo para isso eles usam da força, eles são a milícia celestial possivelmente são eles que sob o comando do Arcanjo Miguel expulsaram os demônios no céu.

## Segundo Pseudo-Dionísio
Na Obra Hierarquia Angelical no Capítulo 8, Pseudo-Dionísio escreve: 
O nome das santas Potências expressa a paridade da hierarquia com as divinas Dominações e Virtudes, sua disposição tão regrada quanto distinta com relação às recepções supremas, a retidão de sua supramundana e inteligente potencialidade, que, invés de abusar tiranicamente de suas virtudes potenciais para um fim secundário, gravita invencivelmente com harmonia rumo à divindade, arrastando, em sua tendência ao bem, os seres inferiores, para se aproximar, na medida em que isto é permitido, do arquipoder efetuador dos poderes, que ela reflete, com proporção, sobre os anjos das ordens submetidas às suas virtudes potenciais.De posse destas propriedades deiformes, a média hierarquia das inteligências celestes é purificada, é iluminada, é aperfeiçoada, da maneira como foi dito, pelas ilustrações teárquicas que lhe transmite secundariamente a primeira hierarquia, cuja mediação lhe é comunicada no segundo grau de sua manifestação.

## Na Bíblia
Apocalipse 12:7-9: 

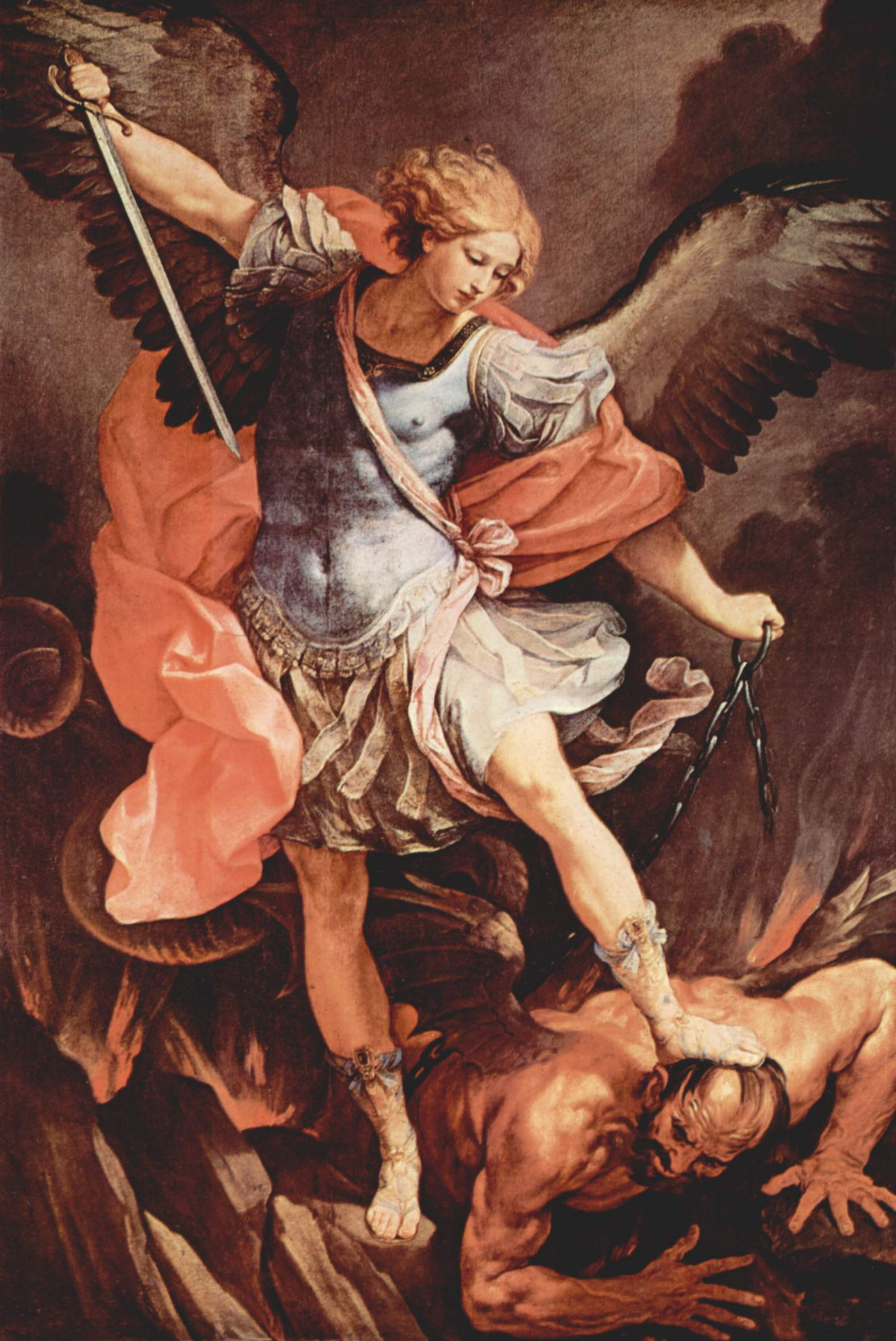
Pintura de São Miguel Arcanjo derrotando Satanás/Algum demônio

Houve uma batalha no céu. Miguel e seus anjos tiveram de combater o Dragão. O Dragão e seus anjos travaram combate,mas não prevaleceram. E já não houve lugar no céu para eles.Foi então precipitado o grande Dragão, a primitiva Serpente, chamado Demônio e Satanás, o sedutor do mundo inteiro. Foi precipitado na terra, e com ele os seus anjos.
Efésios 1:20-21:
Ele manifestou na pessoa de Cristo, ressuscitando-o dos mortos e fazendo-o sentar à sua direita no céu,acima de todo principado, potestade, virtudes dominação e de todo nome que possa haver neste mundo como no futuro.
Colossenses 1:16:
Nele foram criadas todas as coisas nos céus e na terra, as criaturas visíveis e as invisíveis. Tronos, dominações, principados, potestades: tudo foi criado por ele e para ele.